# Athénodórosz (író)
Athénodórosz (i. e. 1. század) görög író

## Élete
Szandon fia, Poszeidóniosz tanítványa volt. Az illíriai Apollóniában Augustust tanította, aki magával vitte Rómába, később visszatért hazájába és 82 évesen halt meg. Iratai közül jelentősebb Arisztotelész kategóriáinak bírálata, illetve egy irat, amelyet Octaviához intézett. Plutarkhosz és Sztrabón több észrevételét is említik a természeti földrajz köréből.